# Ian Lowe
Ian Lowe, född 23 februari 1973, är en friidrottare från Kanada. Han deltog vid olympiska sommarspelen 2000.